# Копылов, Юрий Яковлевич
Ю́рий Я́ковлевич Копыло́в (3 февраля 1930, Москва — 1998, Москва) — советский хоккеист, нападающий.

## Биография
Воспитанник московского «Спартака». В команде мастеров отыграл один сезон.
С 1949 по 1961 год защищал цвета ЦСКА. Высокий, физически сильный хоккеист позиционного плана, хорошо сочетал атакующие действия с игрой в обороне. В составе столичных «армейцев» шесть раз побеждал в чемпионате и четырежды — в кубке СССР.
Последний сезон отыграл в куйбышевском СКА. В чемпионатах страны провёл более 320 матчей, забил 131 гол.
В национальной сборной дебютировал 9 января 1955 года. В Москве хозяева проиграли шведам со счётом 2:5. Серебряный призёр чемпионата мира и чемпион Европы 1958 года. На турнире играл одном звене с одноклубником Владимиром Елизаровым и «динамовцем» Юрием Крыловым. Третий по результативности игрок советской команды: 6 голов в 7 матчах. Лучшие показатели лишь у Вениамина Александрова (9 голов) и Константина Локтева (7 голов). Всего за 4 года выступлений в сборной СССР провёл 21 матч и забросил в ворота соперников 13 шайб.
Скончался 25 марта 1997 года в Москве.

## Достижения
- Серебряный призёр чемпионата мира (1): 1958.
- Чемпион Европы (1): 1958.
- Чемпион СССР (6): 1955, 1956, 1958, 1959, 1960, 1961
- Серебряный призёр чемпионата СССР (4): 1952, 1953, 1954, 1957
- Обладатель Кубка СССР (4): 1954, 1955, 1956, 1961
- Финалист Кубка СССР (1): 1953